# Régie régionale de la santé et des services sociaux
Une régie régionale de la santé et des services sociaux (RRSSS) était, de 1991 à 2004 au Québec, un organisme public chargé par le ministère de la Santé et des Services sociaux de coordonner et évaluer les soins de santé et les services sociaux sur un territoire donné. Les RRSSS ont remplacé le 4 septembre 1991 les Conseils régionaux de Santé et de Services Sociaux (CRSSS).
En 2003 le projet de loi 25 porté par le ministre Philippe Couillard prévoit l'abolition des RRSSS.
Seule la régie régionale de la santé et des services sociaux du Nunavik (RRSSSN), créée en 1995 et disposant d'un statut spécifique dans la Loi sur les services de santé et les services sociaux demeure toujours en activité.

## Mandat
Dans la loi de 1991, les régies régionales sont notamment chargées « de planifier, de mettre en œuvre et d'évaluer, dans la région, les programmes de santé et de services sociaux élaborés par le ministre. » et plus spécifiquement :
- Assurer la participation de la population au réseau de la santé ;
- Protéger les droits des usagers ;
- Fixer les priorités de santé et de bien-être et organiser les services sur le territoire ;
- Allouer les ressources budgétaires aux établissements et organismes communautaires ;
- Assurer la santé publique sur le territoire.

Le projet de loi 116 sanctionné le 20 juin 1996 donne la possibilité aux RRSSS de proposer au ministère de fusionner les conseils d'administration de deux ou plusieurs établissements situés sur le même territoire.

## Historique
Les régies régionales sont constituées officiellement le 4 septembre 1991 lorsque le projet de loi 120, présenté par le ministre Marc-Yvan Côté en décembre 1990, est sanctionné par le lieutenant-gouverneur. Si la constitution des régies a lieu le jour de la sanction, les conseils d'administration des régions ne sont officiellement constitués que le 1er octobre 1992.
Une régie spécifique au Nunavik est créée lors d'un processus législatif séparé : le projet de loi 136 qui est sanctionné le 13 décembre 1993 prévoit la création de la RRSSSN par un amendement de la Loi sur les services de santé et les services sociaux. L'entrée en vigueur de cet article, et donc la constitution officielle de la régie, est reportée pendant plus d'un an, puisque le décret fixant la mise en application de la réforme n'est publié qu'en avril 1995 pour une application le 1er mai 1995.
Le maintien ou non des régies régionales devient un enjeu dans la campagne électorale québécoise de 2003. Alors que le Parti libéral et l'Action démocratique annoncent dans leur programme vouloir les abolir (dans le cas du Parti libéral l'idée est envisagée dès 1997), le Parti québécois promet leur maintien.
Le Parti libéral mené par Jean Charest remporte un gouvernement majoritaire et le projet de loi 25, sanctionné le 18 décembre 2003, abolit les RRSSS et fixe au 29 janvier 2004 la dissolution des régies et le transfert des employés, documents et budgets aux ADRLSSSS nouvellement créées.

### Textes officiels
- Loi sur les services de santé et les services sociaux et modifiant diverses dispositions législatives, LQ 1991, c. 42, art. 339 et suivants  (lire en ligne, consulté le 1er janvier 2022)